# Film- und Fernsehfakultät der Akademie der Musischen Künste

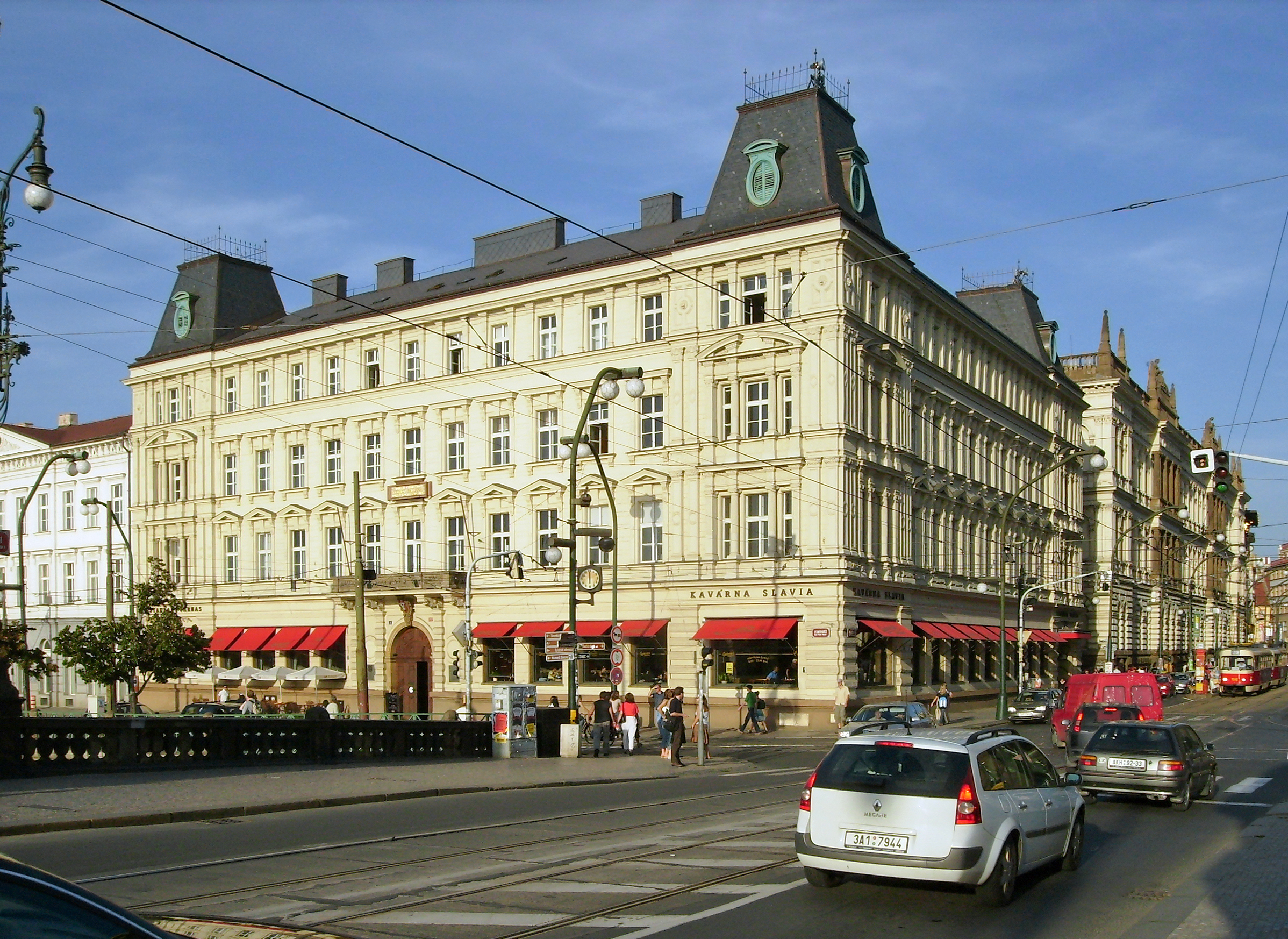
Fakultät für Film und Fernsehen

Die Film- und Fernsehfakultät der Akademie der Musischen Künste (tschechisch Filmová a televizní fakulta Akademie múzických umění v Praze, FAMU), gegründet 1946 als Filmová fakulta Akademie múzických umění in Prag (deutsch Film- und Fernsehfakultät der Akademie der musischen Künste in Prag) ist eine Fakultät an der Akademie der musischen Künste in Prag, Tschechien.
In den 1960er Jahren haben ihre Absolventen, darunter auch Miloš Forman, zahlreiche Filme der „Tschechoslowakischen Neuen Welle“ gedreht – von poetischen bis regimekritischen.
Die heutige Fakultät hat ein eigenes Film- und Fernsehstudio Studio FAMU mit eigener Film- und Fernsehtechnik, Requisiten und Bühnenbild wird der Schule meist vom Tschechischen Fernsehen und den Filmstudios Barrandov überlassen. Die Studenten selbst müssen nur die Kosten für nicht standardmäßige Einrichtungen und Wünsche tragen, ausgenommen Studenten aus dem Ausland, die am Programm 3F – FAMU For Foreigners teilnehmen.
Aufsehen erregte die Fakultät mit dem Dokumentarfilm „Tschechischer Traum“ zweier damaliger Studenten. Mittels umfassender Werbekampagne wurde landesweit die Eröffnung eines Hypermarktes beworben, den es tatsächlich gar nicht gab. Die „Eröffnung“ lockte rund 4300 Besucher, die empört feststellen mussten, dass der Markt lediglich eine Kulisse war.

## Studium
Die Studenten werden in Fächern unterrichtet, die sie für künftige Arbeit im Film, Rundfunk und Fernsehen benötigen. Von Anfang an wird in speziellen Profilen gelehrt:
- Animation
- Dokumentarfilm
- Fotografie
- Kamera
- Produktion
- Regie
- Drehbuch und Dramaturgie
- Schnitt
- Tontechnik

## Persönlichkeiten
- Jan Kališ (* 1930), Assistent, Dozent, später Professor (1965–2003)
- Meir Lubor Dohnal (* 1938), Professor für Drehbuch und Dramaturgie (2005–2009)